# IB71 (película)
IB71 es una película de suspense de espías en hindi de la India, lanzada en 2023. Está basada en el secuestro de Indian Airlines en 1971 y fue escrita y dirigida por Sankalp Reddy. La película está protagonizada por Vidyut Jammwal, Vishal Jethwa y Faizan Khan, junto con Anupam Kher, Ashwath Bhatt, Danny Sura y Suvrat Joshi. IB71 marca la primera incursión de Vidyut Jammwal como productor y se estrenó el 12 de mayo de 2023, recibiendo críticas muy positivas.

## Premisa
En 1971, la Oficina de Inteligencia de la India recibe información crítica sobre los inminentes ataques planeados por Pakistán y China contra la India en un plazo de 10 días. Con recursos y tiempo limitados, el agente de IB Dev Jammwal informa a su superior, NS Avasti, que la única estrategia para contrarrestar esta amenaza es implementar un bloqueo del espacio aéreo. Esta medida busca cerrar el acceso del espacio aéreo indio a Pakistán y así mostrar una supuesta violación del Acuerdo de Tashkent. La idea es orquestar el secuestro de un avión indio por parte de separatistas de Cachemira y garantizar que aterrice en territorio pakistaní.
Inicialmente, el gobierno descarta este plan como algo poco creíble, pero finalmente reconocen su potencial y aprueban la ejecución de la operación, la cual está cuidadosamente diseñada. Sin embargo, surgen complicaciones cuando el equipo de pasajeros, conformado por oficiales de inteligencia, queda alojado en un hotel en Lahore. Aquí es donde se desarrollan los acontecimientos en circunstancias imprevistas, lo que desvía el curso original del plan.

## Elenco
- Vidyut Jammwal como agente de IB Dev Jammwal
- Anupam Kher como jefe del IB NS Avasti
- Vishal Jethwa como Qasim Qureshi
- Faizan Khan como Ashfaq Qureshi
- Danny Sura como Sikander
- Suvrat Joshi como agente Sangram
- Hobby Dhaliwal como Abdul Hamid Khan
- Ashwath Bhatt como el jefe del ISI Afsal Aga
- Dalip Tahil como Zulfikar Ali Bhutto
- Shahnawaz Pradhan como Yahya Khan
- Mir Sarwar como policía SI J & K
- Naresh Malik como Maqbool Bhat
- Niharica Raizada como azafata (agente IB)
- Bijay Anand como capitán de vuelo
- Sahidur Rahaman como Tapan Majumdar
- Pyarali Nayani como gerente de la estación de Shimla
- Amit Anand Raut como oficial de policía de Lahore
- Rajat Roy como oficial del IB
- Narinder Bhutani como pasajero del agente indio
- Shabana Khan como Sheela [Pasajero]

## Producción
La filmación principal comenzó en enero de 2022 en Mumbai. En marzo de 2022, Anupam Kher se unió al equipo de rodaje.

## Música
La banda sonora de la película fue creada por Vikram Montrose, mientras que la partitura de fondo fue compuesta por Prashanth R Vihari.

## Lanzamiento

### Teatral
IB71  tuvo su estreno en salas de cine el 12 de mayo de 2023.

### Medios
La película fue lanzada en Disney+ Hotstar a partir del 7 de julio de 2023.

## Recepción

### Respuesta crítica
Abhishek Srivastava de The Times of India calificó la película con 3.5 de 5 estrellas y escribió: "IB71 es un filme cautivador que ilumina un capítulo notable de la historia, infundiendo un sentido de orgullo en nuestra red de inteligencia. Con una duración de casi dos horas, la película mantiene una trama que mantiene cautiva a la audiencia en todo momento, asegurando que no haya momentos aburridos". Shaheen Irani de OTTplay también le otorgó 3.5 de 5 estrellas y comentó: "IB71 es una opción agradable si buscas entretenimiento en un fin de semana. No es la mejor película, pero en su mayoría te dejará con una sonrisa".
Monika Rawal Kukreja de Hindustan Times expresó: "La trama de Aditya Shastri es intrigante y tiene un gran potencial para mantener al espectador involucrado. Sin embargo, lo que realmente falla es el guión, que es obra de seis personas: Sankalp Reddy, Arjun Varma, E. Vasudeva Reddy, Arun Bhimavarapu, Gargee Singh y Abhimanyu Srivastava. Durante mucho tiempo, parecieron piezas desconectadas y dispersas de un rompecabezas. A pesar del avance de la trama, hay muy poca o ninguna conexión con la forma en que se desarrolla, lo que dificulta la comprensión por parte del público".
Vinamra Mathur de Firstpost le otorgó 2.25 de 5 estrellas y comentó: "Vidyut Jammwal pone a un lado su fuerza y permite que su ingenio hable en este thriller ligeramente intrigante pero predecible".
Saibal Chatterjee de NDTV calificó la película con 2.5 de 5 estrellas y mencionó: "IB71 deja una persistente sensación de que podría haber sido mucho mejor si la escritura hubiera sido menos desordenada. Aunque es un drama de espionaje mediocre, no carece por completo de momentos interesantes".
Zinia Bandyopadhyay de India Today le dio a la película 2.5 de 5 estrellas y comentó: "IB71 de Vidyut Jammwal, basada en hechos reales, narra lo que ocurrió durante la Guerra Indo-Pak de 1971. Con una primera mitad lenta seguida de una segunda mitad emocionante, la película se posiciona como un thriller decente".
Por otro lado, Shubhra Gupta de The Indian Express calificó la película con 1.5 de 5 estrellas y expresó: "Esta película IB71 de Vidyut Jammwal afirma estar basada en hechos reales, pero la ejecución es tanto simplista como complicada, casi de cómic".

### Taquillas
A partir del 29 de junio, la película logró recaudar ₹ 29,19 crore.